# Orvostudomány

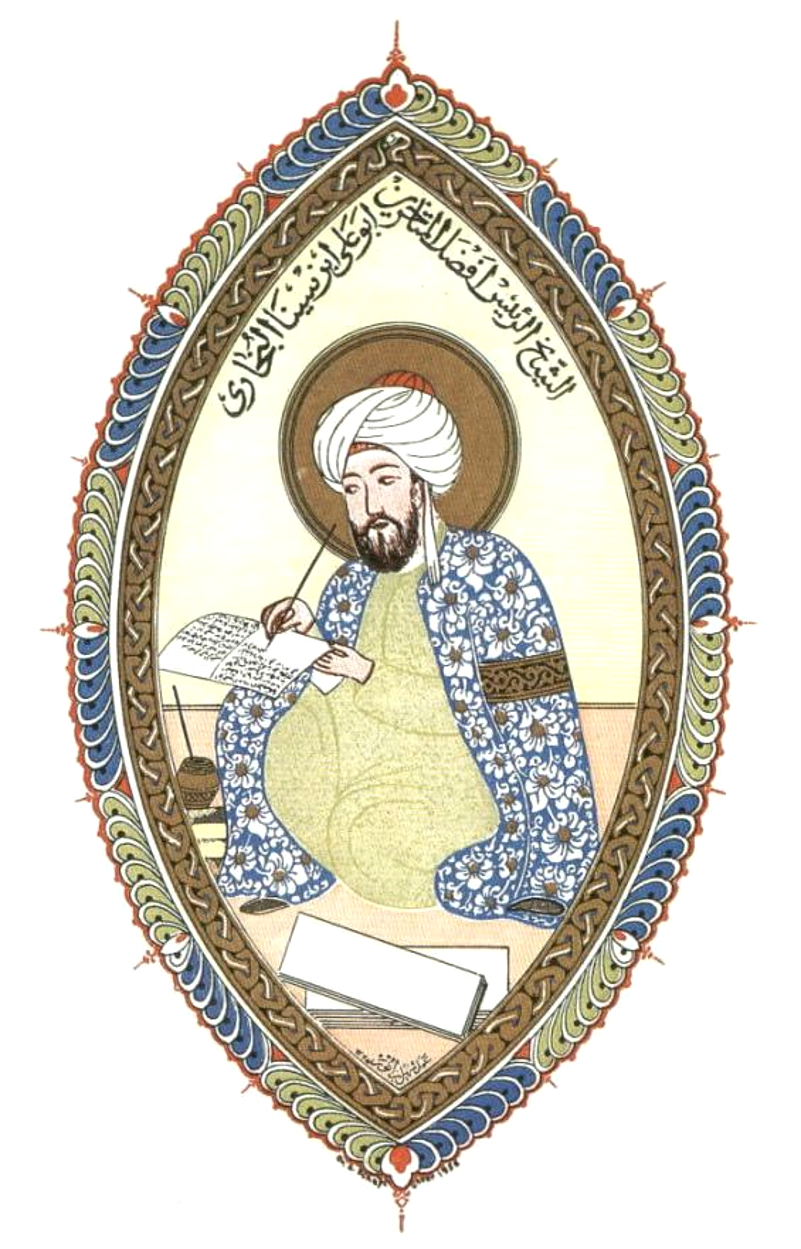
Avicenna perzsa-arab polihisztor, a modern orvostudomány atyja (perzsa miniatúra)

Az orvostudomány célja az egészség fenntartása vagy éppen visszaállítása betegség vagy sérülés után. A test szerkezetével, működésével; a betegségek leírásával és az alkalmazott terápiákkal foglalkozik. Nem olyan absztrakt tudomány, mint a fizika vagy a kémia, hanem sok ezer éves tapasztalat, kísérlet és próbálkozás sűrített eredménye. 
Az orvoslás több tényezőből tevődik össze, amelyek szorosan összekapcsolódnak és kiegészítik egymást. Ezek az anamnézis (kórelőzmény), a vizsgálat, a diagnózis (kórisme) és a javasolt terápia. Ezek együttesen lehetnek hatásos eszközök a betegségek gyógyításának folyamatában.
Ezen tényezők tovább bonthatók, hiszen a vizsgálat lehet például fizikai, labor vagy valamilyen képalkotó eljárás (l. röntgen). A legfőbb szempont az információszerzés.
Az operatív gyógyítás – például a féregnyúlvány kivétele vagy a császármetszés – nagy mértékben fejlődött a 20. században, ami a higiéniát és a műtéti technológiát illeti. A gyógyszerkutatás ugyancsak jelentős eredményeket ért el a védőoltások és az antibiotikumok terén.
Az orvostudomány fejlődésével és specializálódásával egyidejűleg nőtt az orvosi munka szerveződése és összetettsége. Az orvostudomány által ma megoldható gyógyítási és/vagy életmentő feladatok elvégzéséhez jól képzett és jól szervezett intézmények és az orvosok és más egészségügyi szakdolgozók gyors és összehangolt együttműködésére van szükség, mint például a sürgősségi ellátásban vagy a szervátültetésben.

## Szakterületek

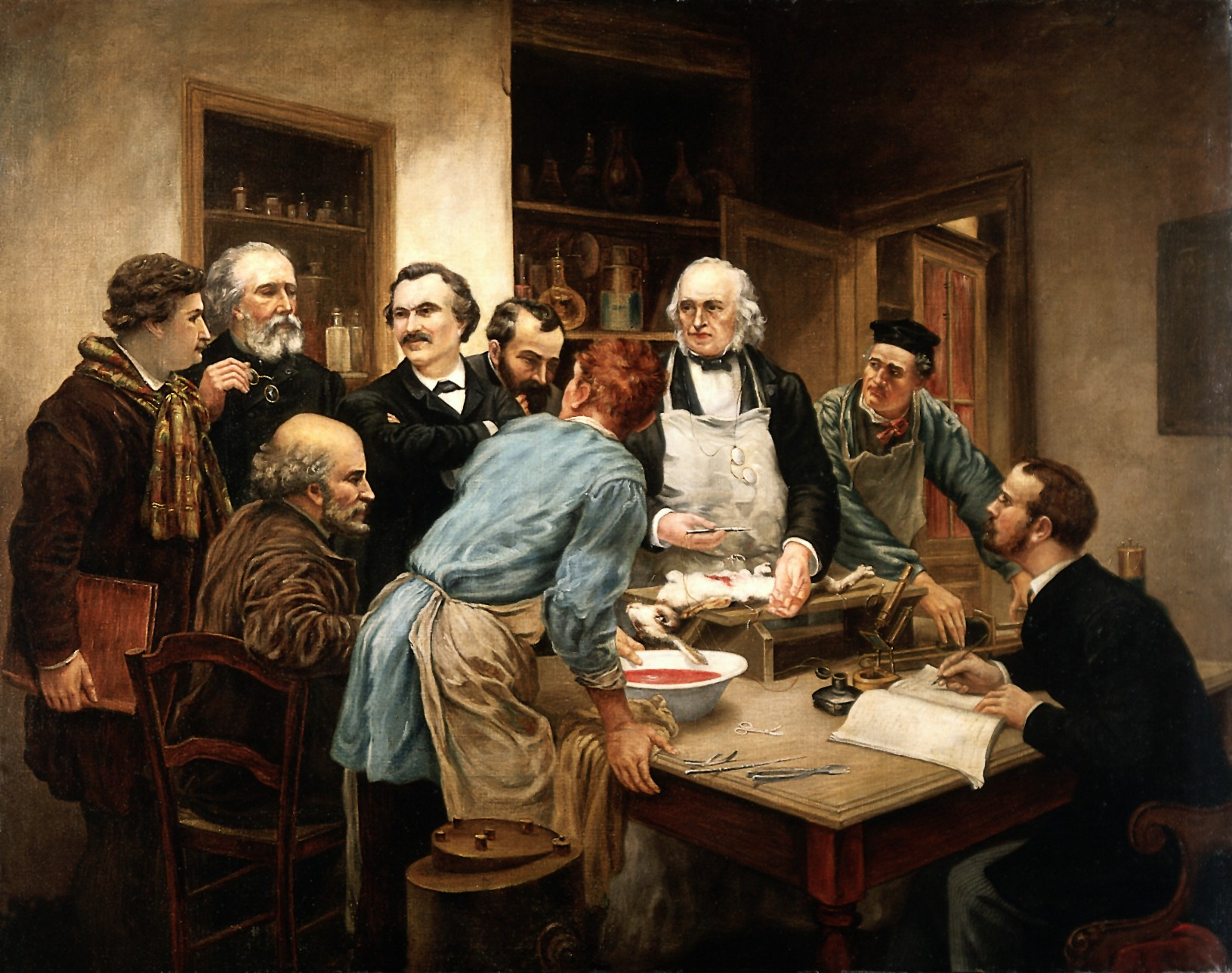
Claude Bernard és tanítványai. A kísérletes orvostudomány megalapozója Claude Bernard francia fiziológus.

Az orvostudomány legfőbb szakterületei:
- Belgyógyászat
- Bőrgyógyászat
- Érsebészet
- Fizioterápia és gyógytorna
- Fül-orr-gégészet
- Gasztroenterológia
- Gyermekgyógyászat
- Igazságügyi orvostan
- Infektológia
- Járványfelügyelet és közegészségügy
- Kardiológia
- Nefrológia
- Neurológia
- Nőgyógyászat
- Ortopédia
- Onkológia
- Pszichiátria
- Sebészet
- Szemészet
- Szülészet
- Tüdőgyógyászat
- Traumatológia
- Urológia
- Családorvoslás
- Foglalkozás-egészségügy

### Egyéb fontos szak- és kutatási területek
- Addiktológia
- Andrológia
- Aneszteziológia és intenzív terápia
- Angiológia és kardiológia
- Bakteriológia
- Endokrinológia
- Genetika
- Geriátria
- Hematológia
- Hepatológia
- Immunológia
- Neonatológia
- Onkológia
- Oxiológia
- Pandémia
- Patológia
- Proktológia
- Radiológia
- Reumatológia
- Sportorvoslás
- Virológia

## Külső hivatkozások
- A magyar repülőorvoslás kezdetei 1945-ig.
- Orvostudomány.lap.hu – linkgyűjtemény
- Radiológia.lap.hu – linkgyűjtemény